# 元凝
元 凝（げん ぎょう、生年不詳 - 533年）は、北魏の皇族。字は定興。

## 経歴
章武王元彬の子として生まれた。恒州征虜録事参軍を初任とし、護軍長史に累進した。前将軍・太中大夫となった。528年（永安元年）、東安王に封じられた。持節・安東将軍・兗州刺史に任じられ、安東将軍のまま済州刺史に転じた。533年（永熙2年）、死去した。持節・都督滄瀛冀三州諸軍事・驃騎大将軍・冀州刺史の位を追贈された。
子の元彦友が後を嗣ぎ、東魏の武定年間に光禄大夫となった。

## 伝記資料
- 『魏書』巻19下 列伝第7下
- 『北史』巻18 列伝第6